# 山东省淄博第一中学
山东省淄博第一中学 （简称：淄博一中），位于中国山东省淄博市博山区，建校于1924年，1955年被确立为省级重点中学，1992年被命名为首批山东省规范化学校，2006年被确立为首批山东省普通高中教学示范校，2009年被表彰为首批山东省中小学素质教育工作先进集体，2011年顺利通过山东省规范化学校复评。是山东省属重点中学，省级规范化学校。

## 历史沿革
- 1924年建校，当时校名为博山县私立颜山中学。
- 1936年，更名为博山县私立洗凡中学。
- 1948年9月，与时淄博中学合并，改名为山东省立博山中学。
- 1955年，更名为山东省淄博第一中学，并被确立为省属重点中学。
- 1992年，被山东省首批认定为“省级规范化学校”。
- 2000年8月，与原淄博市第三中学合并，组成新的淄博一中。

## 学校规模
学校目前占地约12.2万平方米，现有教职工360余名，学生5300余人，建校至今共培养高初中毕业生6万余名。开设普通高中、初中课程，教学班级达104个。此外，学校还设有怡中外国语学校，开设留学课程，并与美国、英国、日本、韩国等国的数所学校建立了合作关系。

## 历任校长
- 1948年-1955年 王寅轩
- 1954年-1966年 张陶村
- 1980年-1984年 耿超
- 1984年-1998年 杨运德
- 1998年-2004年 云震华
- 2004年-2012年 陈贞凯
- 2012年-2021年 高雪长
- 2021年至今 王波

## 知名校友
- 吴雁泽，著名歌唱家。
- 周刚，中国驻印度大使。
- 崔京浩，清华大学教授。
- 刘聿鑫，山东大学教授。
- 程林，山东大学教授。
- 王长钰，曲阜师范大学教授。
- 张荣大，新华社记者，新华社青岛支社社长。
- 曲向东，中央电视台主持人。
- 张宏森，作家，国家广电总局电影局副局长。
- 侯继林，演员。
- 雷岩，歌唱家。
- 张广庆，民间内画艺术家。
- 吴锦政，著名数学家

## 网站链接
- 淄博一中主页
- 淄博一中博客
- 怡中外国语学校主页
- 人民网：淄博一中：ISO管学校